# Algar de Palancia
Algar de Palancia (en valenciano y oficialmente Algar de Palància) es un municipio español de la provincia de Valencia, en la Comunidad Valenciana. Pertenece a la comarca del Campo de Morvedre, limitando al noroeste con la comarca del Alto Palancia. Cuenta con una población de 542 habitantes (INE 2024).

## Geografía
Municipio situado entre las sierras de Espadán y Calderona, en las riberas del río Palancia. La superficie del término es irregular, bastante montañosa con zonas llanas en las riberas del Palancia. Las alturas principales son: Castellet (371 m), la Solana (337 m), Picaio (385 m) y Rincón de Mateu (422 m). El Palancia cruza el término por su parte central, de NO a SE; por la izquierda afluye la rambla de Azuébar y por la derecha la rambla de Arruines que sirve de límite entre Algar de Palancia y el término de Alfara de Algimia. El clima es mediterráneo. El pueblo se alza junto a la margen derecha del Palancia, en un pequeño altozano
Se accede a esta localidad, desde Valencia, a través de la A-23 y tomando luego la CV-327. Otro trayecto más cómodo es utilizar la A-23 y tomar en la salida 18 la N-225.

### Localidades limítrofes
Alfara de la Baronía y Sagunto, en la provincia de Valencia y Segorbe, Sot de Ferrer y Soneja en la provincia de Castellón.

## Historia
De oríge árabe, fue reconquistada en el año 1238, perteneciendo a la Orden de la Merced y manteniendo su población morisca hasta la fecha de su expulsión en 1609, por lo que quedó prácticamente despoblada. En 1610 es nuevamente repoblada por cristianos.

## Demografía
Algar de Palancia cuenta con una población de 542 habitantes (INE 2024).
| Gráfica de evolución demográfica de Algar de Palancia entre 1842 y 2021                                             |
| |
| Población de derecho según los censos de población del INE Población de hecho según los censos de población del INE |

## Economía
245 ha del término son de propiedad comunal, cubiertas de pinos y monte bajo; se utilizan para pastos de invierno. La ganadería es de carácter doméstico. El algarrobo ocupa la mayor parte del secano, seguidos por los olivos, viñedos, almendros y cereales.
La superficie del regadío comprende los siguientes cultivos: naranjos, limoneros, cerezos y excelentes nísperos.
Existe una fábrica de harinas y otra de yeso. Estas fábricas ya no funcionan.
Ahora existen una de pallets y otra de escayolas.

## Administración y política
| Periodo   | Nombre                    | Partido              |
| --------- | ------------------------- | -------------------- |
| 1979-1983 | Juan Gascó Bojó           | UCD                  |
| 1983-1987 | Federico Cabrero Pomer    | PSPV-PSOE            |
| 1987-1991 | Josep Catalunya Albert    | Independiente        |
| 1991-1995 | Josep Catalunya Albert    | PSPV-PSOE            |
| 1995-1999 | Josep Catalunya Albert    | Independiente        |
| 1999-2003 | Juan Arnal Font           | PP                   |
| 2003-2007 | Juan Arnal Font           | PP                   |
| 2007-2011 | Juan Arnal Font           | PP                   |
| 2011-2015 | Juan Emilio Lostado Gascó | PSPV-PSOE            |
| 2015-2019 | Juan Emilio Lostado Gascó | Tots Junts per Algar |
| 2019-2023 | Juan Emilio Lostado Gascó | Tots Junts per Algar |
| 2023-act. | Amable Mondragón Salt     | PP                   |

## Patrimonio
- Iglesia parroquial. De estilo barroco, data del siglo XVIII, y está dedicada a la Virgen de la Merced.
- Antigua torre defensiva de Algar de Palancia. De origen árabe. Bien de interés cultural número R-I-51-0011177.[4]

## Lugares de interés
- Gual de Algar. De donde toma aguas del Palancia la Acequia Mayor de Sagunto; su construcción data de los siglos XIII al XIV.

## Fiestas locales
- San Antonio Abad. Se celebra el 17 de enero.
- Vuitaba. En la tercera semana de agosto tiene lugar esta fiesta cuyo mayor exponente son los bous al carrer (toros por la villa).
- Fiestas Patronales. Se celebran en honor de la Virgen de la Merced, a San Pedro Nolasco y a San Ramón Nonato a partir del 21 de septiembre.